# Răzvan Ionilă
Răzvan Costel Ionilă (n. 10 ianuarie 1982, Craiova, România – d. 7 martie 2025) a fost un fotbalist român, care a jucat în principal ca apărător, a jucat și ca mijlocaș defensiv.

## Carieră
Ionilă și-a făcut debutul în Divizia A în timp ce juca pentru FC Politehnica Timișoara. După ce s-a luptat cu accidentările, a evoluat treptat în ligile inferioare, apărând pentru CF Brăila și Petrolul Ploiești, înainte de a pune capăt carierei sale de jucător profesionist la vârsta de 30 de ani.
La finalul carierei sale de jucător, Ionilă a îndeplinit rolul de manager de jucători pentru mai multe echipe din ligile inferioare, înainte de a prelua în cele din urmă funcția de manager în 2013 la Flacăra Făget. Concentrarea sa s-a mutat apoi pe antrenoratul de fotbal juniori, alăturându-se Galaxy Timișoara, academia fostului său coechipier, Silviu Bălace. Alături de Bălace, a devenit antrenor secund la ACS Poli Timișoara în 2019.

## Decesul
Ionilă a murit pe 7 martie 2025, la vârsta de 43 de ani, după s-a prăbușit pe terenul de fotbal.